# Paracentronodus elevatus
Paracentronodus elevatus är en insektsart som beskrevs av Albino Morimasa Sakakibara 1971. Paracentronodus elevatus ingår i släktet Paracentronodus och familjen hornstritar. Inga underarter finns listade i Catalogue of Life.